# 萩ケーブルネットワーク
萩ケーブルネットワーク株式会社（はぎケーブルネットワーク）は、山口県萩市・阿武町・島根県益田市をサービスエリアとしていたケーブルテレビ事業者である。島根県益田市では「地域情報通信基盤整備事業」により設置されたケーブルテレビ局・ひとまろビジョンを運営していた。
2019年（令和元年）8月30日をもってひとまろビジョン事業を含めたケーブルテレビ事業の全部を萩テレビ株式会社（はぎテレビ）に事業譲渡し、会社としては清算手続きに入っている。本項目では萩テレビの放送概要についても記す。

## 概要
1985年（昭和60年）9月25日にアイ・キャン（岩国市）に次いで県内2局目のケーブルテレビ局として開局した。
1996年（平成8年）8月には県内・中国地方初のコミュニティFM・エフエム萩を同局内に開局させ、萩の情報発信を高める。
その後2002年（平成14年）には、萩市江向（えむかい）451にあった本社兼スタジオを現在の江向550（山口県立萩美術館・浦上記念館の国道191号を挟んで斜向かい）に移転する。
この頃からテレビが地上デジタル化することが言われ始めた他、阿武町と旧・須佐町へのサービスエリア拡大ならびにチャンネル数の充実を図るにあたって旧本社では手狭であった為で、本社事務所やメインの放送スタジオを550番地の放送センターへ集約させる。一方で、旧局舎はBS・CS・県内波・県外波の受信ポイントである通信センターとエフエム萩の本社として機能させている（ただし、県外波の受信ポイント自体は田床山にある）。
2003年（平成15年）から8chの「HCN8市民チャンネル」に加え、11chに「阿武須佐チャンネル」が誕生（もともとは放送大学）。萩市内の情報を伝える「萩あれこれ」に加え「ii（あいあい）ネットあぶ」と「まるまる須佐ッチャ」を開始。
2005年（平成17年）の平成の大合併に伴い、須佐町が萩市に編入。須佐の番組は消滅し「萩あれこれ」に吸収。チャンネルも見直され、同時に旧・田万川町でもサービスを開始。
2011年（平成23年）からは県を越えて島根県益田市でもサービスを開始。ひとまろビジョンとして放送している。当然ながら地上波の放送チャンネルは本局と異なり、自主放送チャンネルも益田局中心の構成となっている。
2018年（平成30年）4月より大幅な番組リニューアルが行われ、121chと122chのタイムテーブルが一新された。

### 益田市地域情報通信基盤整備事業について
益田市役所でのこの事業の担当は情報政策課（旧・地域情報化推進室）である。
2010年 - 2011年にかけて益田市全域に整備されたもので、FTTH方式の伝送路設備や益田センター局舎などのケーブルテレビ施設が整備された。益田センター局舎は益田市の市民学習センター（旧石西県民文化会館）に隣接して建設された。このケーブルテレビ施設によるサービスは「益田市が実施する『告知端末機』（緊急防災放送装置）による放送」と「萩ケーブルネットワーク株式会社によるテレビ放送サービス・インターネット接続サービス・IP電話サービス」がある。
「緊急防災放送装置（告知端末機）」は益田市の全世帯に無料で設置される制度となっている。
「ひとまろビジョン」は愛称であり公募により決定された。

### 不祥事と経営の混乱
萩ケーブルネットワーク (HCN) で開局以来社長を務め、萩商工会議所会頭も務めていた刀禰勇がHCNの資金約11億円を自身の経営する会社に不正に流用しており、金融機関からの借入金が約21億円にまで膨らんでいることが2018年2月までに明らかになった。同年3月には中国総合通信局から不適切な会計報告等の再発防止策に対する行政指導を受け、更に5月にはHCNが通信衛星（CS）の視聴契約数を約35%に過少申告し契約料の支払いを複数年にわたって不正に逃れ、衛星放送協会から説明を求められていることも明らかになった。
これらの不祥事に対し刀禰は2018年2月にHCNの社長を解任され、後任に取締役の井上吉之が就任。しかし流用問題の調査に取り組んだ井上に対し、HCNの筆頭株主であり取締役に留まっていた刀禰が同年5月28日に「独断的な経営」を理由に井上の解任動議を発議。取締役会で井上が解任され、後任に刀禰に近いとされた時山茂樹を選任。時山は刀禰のHCN持株を岩国市のケーブルテレビ会社アイ・キャンの幹部に譲渡し同社の元幹部をトップに迎える方針を示したが、刀禰が6月11日に破産手続きの開始決定を受け、株主総会が直前で延期になった末に時山が退任して地元の建設業者社長の田村伊正を新社長に選任。4ヶ月で3度も社長が交代するという異例の事態となった。2019年1月の取締役会では前年5月に解任された井上を再度社長に選任する人事が行われるなど、経営の混乱が続いた。
その後、長門市の鉄骨加工大手・ヤマネ鉄工建設とほっちゃテレビ（長門市ケーブルテレビ）の指定管理者・ながとテレビが2019年3月15日に共同設立した新会社・萩テレビ株式会社に対し、8月30日をもって同会社へ全事業を譲渡することを決定。萩ケーブルネットワーク株式会社は清算されることとなった。サービスエリアや加入権棟はそのまま引き継がれ、放送センター等の設備も旧・萩ケーブルネットワークのものをそのまま使用している。また事業譲受時に自主放送チャンネルの番組改編を行ったが、自主放送番組の多くはそのまま引き継がれている。
同年9月30日 - 10月18日の期間で愛称を募集、寄せられた101点の愛称の中からはあぶビジョンに決定、10月21日から使用中。事業エリアの萩市と阿武町を合わせてはあぶとひらがなで表記、さらに『ハーブの癒しの香りを漂わせて、地域の人たちが求める情報を送るテレビ』という意味が込められている

## サービスエリア
- 山口県萩市（萩、須佐、田万川地区）、阿武町
- 島根県益田市

## 沿革
- 1985年（昭和60年）9月24日 - 会社設立。
- 1989年（平成元年）9月25日 - 旧萩市でケーブルテレビ事業を開始。
- 2001年（平成13年）5月1日 - ケーブルインターネット事業を開始。
- 2002年（平成14年） - バーチャルスタジオ・オープンスタジオなどの設備をもつ放送センターを新築。
- 2009年（平成21年）10月14日 - 益田市地域情報通信基盤整備事業により設置されるケーブルテレビ局の運営事業者に選定される[19]。
- 2010年（平成22年）
  - 3月26日 - 島根県益田市にてケーブルテレビ事業、インターネット接続サービス事業を提供するに辺り総務省中国総合通信局から認可を受ける[20]
  - 4月22日 - 益田市とで調印式[21]。
- 2011年（平成23年）4月1日 - 島根県益田市にてケーブルテレビ事業、インターネット接続サービス事業を開始。
- 2019年（平成31年/令和元年）
  - 3月 - 長門市の鉄工地場大手・ヤマネ鉄工建設とほっちゃテレビを運営する「ながとてれび」に業務譲渡することが発表される
  - 8月30日 - 正式に業務譲渡され、新会社・萩テレビ開局。
- 2020年（令和2年）11月16日 - 山口地裁より清算株式会社として特別清算の開始を命じられた。事件番号：令和2年(ﾋ)第201号
- 2021年（令和3年）3月10日 - 清算手続の終結。

## 主な放送チャンネル

### 地上波系列別再放送局
| エリア      | NHK-G   | NHK-E   | NNN/NNS      | ANN          | JNN        | TXN         | FNN/FNS            | JAITS |
| ----------- | ------- | ------- | ------------ | ------------ | ---------- | ----------- | ------------------ | ----- |
| 萩市 阿武町 | NHK山口 | NHK山口 | 山口放送     | 山口朝日放送 | テレビ山口 | TVQ九州放送 | テレビ西日本       |       |
| 益田市      | NHK松江 | NHK松江 | 日本海テレビ | 山口朝日放送 | BSSテレビ  |             | さんいん中央テレビ |       |

### テレビ局
山口県萩市・阿武郡阿武町地区のTVQ九州放送・テレビ西日本での視聴にはセットトップボックスが必要。
| デジタル（ID） | エリア             | エリア                     |
| デジタル（ID） | 萩市 阿武町        | 益田市                     |
| -------------- | ------------------ | -------------------------- |
| 011(1)         | NHK山口総合        | 日本海テレビ               |
| 021(2)         | NHK山口Eテレ       | NHK松江Eテレ               |
| 031(3)         | テレビ山口         | NHK松江総合                |
| 041(4)         | 山口放送           |                            |
| 051(5)         | 山口朝日放送       | 山口朝日放送               |
| 061(6)         |                    | BSSテレビ                  |
| 071(7)         | TVQ九州放送        |                            |
| 081(8)         | テレビ西日本       | さんいん中央テレビ         |
| 111(11)        |                    | ひとまろ地域情報チャンネル |
| 112            |                    | ひとまろ地域情報チャンネル |
| 121(12)        | 地域情報チャンネル |                            |
| 122            | 地域情報チャンネル |                            |

デジタルBS/CSは全局セットトップボックスが必要。
| デジタル     | 放送局                        |
| 2K BS放送    | 2K BS放送                     |
| ------------ | ----------------------------- |
| 101          | NHK BS                        |
| 141          | BS日テレ                      |
| 151          | BS朝日                        |
| 161          | BS-TBS                        |
| 171          | BSテレ東                      |
| 181          | BSフジ                        |
| 191-193      | WOWOW                         |
| 200-201      | BS10・BS10スターチャンネル    |
| 211          | BS11イレブン                  |
| 222          | BS12トゥエルビ                |
| 231          | 放送大学テレビ                |
| 260          | J:COM BS                      |
| 265          | BSよしもと                    |
| 531          | 放送大学ラジオ                |
| 4K 8K BS放送 |                               |
| 101          | NHK BSプレミアム4K            |
| 141          | BS日テレ 4K                   |
| 151          | BS朝日 4K                     |
| 161          | BS-TBS 4K                     |
| 171          | BSテレ東 4K                   |
| 181          | BSフジ 4K                     |
| CS放送       |                               |
| 500          | えんてれ HD                   |
| 509          | ジュエリー☆Gem Shopping TV HD |
| 513          | フジテレビNEXT HD             |
| 514          | フジテレビONE HD              |
| 515          | フジテレビTWO HD              |
| 522          | MONDO TV HD                   |
| 524          | 囲碁・将棋チャンネル HD       |
| 530          | J sports3 HD                  |
| 531          | J sports 1 HD                 |
| 532          | J sports 2 HD                 |
| 533          | J sports 4 HD                 |
| 535          | GAORA SPORTS HD               |
| 536          | 日テレジータス HD             |
| 537          | ゴルフネットワーク HD         |
| 538          | スポーツライブ＋ HD           |
| 541          | 釣りビジョン HD               |
| 550          | チャンネルNECO HD             |
| 551          | ファミリー劇場 HD             |
| 552          | 日本映画専門チャンネル HD     |
| 553          | 時代劇専門チャンネル HD       |
| 555          | スーパー!ドラマTV HD          |
| 556          | ムービープラス HD             |
| 562          | TBSチャンネル2 HD             |
| 564          | 東映チャンネル HD             |
| 565          | TBSチャンネル1 HD             |
| 566          | テレ朝チャンネル1 HD          |
| 567          | 日テレプラス HD               |
| 570          | スペースシャワーTV HD         |
| 572          | MTV HD                        |
| 574          | 歌謡ポップスチャンネル HD     |
| 581          | キッズステーション HD         |
| 582          | アニマックス HD               |
| 590          | 日経CNBC HD                   |
| 592          | CNNj HD                       |
| 594          | TBSNEWS HD                    |
| 595          | テレ朝チャンネル2 HD          |
| 596          | ディスカバリーチャンネル HD   |
| 597          | アニマルプラネット HD         |
| 598          | ヒストリーチャンネル HD       |
| 599          | ナショナルジオグラフィック HD |
| 704          | ウェザーニュース              |
| 710          | ショップチャンネル            |
| 820          | グリーンチャンネル HD         |
| 821          | グリーンチャンネル 2 HD       |
| 950          | プレイボーイチャンネル        |
| 954          | チェリー・ボム                |
| 961          | レインボーチャンネル HD       |
| 962          | ミッドナイトブルー HD         |
| 963          | パラダイステレビ HD           |

### ラジオ局
益田市のみ「告知端末機」（緊急防災放送装置）による行政放送を実施しており、()の選局ボタンを押すことでラジオ放送も聴くことが出来る。
| 周波数(MHz) | 周波数(MHz)      | 放送局           |           |
| 萩市 阿武町 | 益田市           | 放送局           |           |
| ----------- | ---------------- | ---------------- | --------- |
| 77.5        | 77.5(7)          | FM NANAKO        | FM NANAKO |
|             | 77.8(4)          | NHK松江ラジオ第1 |           |
| 78.1(5)     | NHK松江ラジオ第2 |                  |           |
| 78.4(6)     | BSSラジオ        |                  |           |
| 78.6        |                  | FMY              |           |
| 80.0        | FM FUKUOKA       |                  |           |
| 82.4        | NHK山口FM        |                  |           |
|             | 85.8(2)          | NHK松江FM        |           |
| 86.6(3)     | V-air            |                  |           |

## 主な自社制作番組

### 現在
出演及びナレーションは萩ケーブルネットワークの社員が中心となって行っている。
- HCNニュース 飛耳長目（平日 19:00 - 19:05を初回として複数回リピート放送。週末は一挙版も放送）
- 萩タイム（萩市広報番組、特集など）
- あれっちゃこれっちゃ（月曜・水曜・金曜 12:15 - 12:45を初回として複数回リピート放送、1回 30分。週末には総まとめ版を60分で放送）
- あぶスタ☆（月曜 - 水曜・金曜 6:00 - 6:15を初回として複数回リピート放送、1回 15分）

### 終了
- 萩あれこれ
- ハピピ情報局A/B
- ii（あいあい）ネットあぶ
- まるまる須佐っチャ